# Erózió (orvostudomány)
Az orvostudományban eróziónak (hámhiány, hámfoszlás; lat. erosio = felmaródás) nevezzük a fedőhám elvesztésével járó sérüléseket. Ha az elváltozás túlterjed a hámrétegen, már fekélyről (ulcus) beszélünk. Az eróziók heg nélkül gyógyulnak.
Eróziók a szervezetben mindenütt előfordulhatnak, ahol fedőhám található: a bőrön, a nyálkahártyákon, a szem szaruhártyáján és kötőhártyáján, az erekben stb.